# Tervel Dlagnev
Tervel Ivajlov Dlagnev (* 19. listopadu 1985 Sofie) je bývalý americký zápasník–volnostylař bulharského původu, bronzový olympijský medailista z roku 2012.

## Sportovní kariéra
Narodil se v bulharském hlavním městě Sofii. V roce 1989 s rodiči utekl po pádu živkova režimu přes Rakousko do Spojených států. Bydlel v San Diegu, potom co jeho otec Ivajlo narukoval do americké armády v El Pasu (Fort Bliss) a nakonec v Arlingtonu. Na střední škole Arlington High si ho ve druhém ročníku vybral do své zápasnické tréninkové skupiny Arlington Storm trenér Henry Harmoney. V národním zápase na střední škole nevybočoval z průměru a tak po maturitě v roce 2004 zamířil do Kearney na méně prestižní University of Nebraska-Kearney. V univerzitním zápasnickém týmu Lopers se pod vedením Marca Bauera vypracoval v přední americkou těžkou váhu.
Olympijskému volnému stylu se věnoval od roku 2008 jako člen týmu Sunkist Kids v Scottsdale. Na červencové americké olympijské kvalifikaci pro start na olympijských hrách v Pekingu však napoprvé neuspěl proti Stevu Moccovi. V roce 2012 byl již americkou jedničkou ve váze do 120 kg a startoval na olympijských hrách v Londýně. V Londýně vyřadil ve druhém kole úřadujícího mistra světa Alexeje Šemarova z Běloruska, ale v semifinále prohrál s reprezentantem Uzbekistánu Arturem Tajmazovem v úvodním setu na lopatky. V souboji o třetí místo prohrál s Íráncem Komejlem Gásemím těsně 1:2 na sety a obsadil dělené 5. místo. V roce 2019 po nových analýzách vzorků odebraných zápasníkům po olympijských hrách v Londýně, Mezinárodní olympijský výbor diskvalifikoval pro pozitivní nález oba finalisty Artura Tajmazova a Davita Modzmanašvili. Jelikož jeho přemožitel Tajmazov získal původně zlatou olympijskou medaili, posunul se jako pátý v pořadí na třetí místo a opožděně získal bronzovou olympijskou medaili.
V roce 2015 ho trápily problémy se zády a musel vynechat domácí mistrovství světa v Las Vegas. V roce 2016 se prvním místem na panamerické olympijské kvalifikaci v texaském Friscu kvalifikoval na olympijské hry v Riu. V Riu vyřadil v úvodním kole favorizovaného reprezentanta Ázerbájdžánu Džamaladdina Magomedova těsně 6:5 na technické body. Ve čtvrtfinále se mu však v zápase s Polákem Robertem Baranem ozvala bolavá záda. Poláka ještě dokázal porazit 3:2 na technické body, ale semifinále s Íráncem Komejlem Gásemím a následný souboj o třetí místo s Gruzínem Geno Petrijašvilim doslova vypustil. Oba souboje prohrál po třiceti sekundách technickou převahou 0:10. Obsadil dělené 5. místo. Vzápětí ukončil sportovní kariéru. Věnuje se trenérské práci v Columbusu v Ohio.

## Výsledky
| Turnaj                  | 2009 | 2010 | 2011 | 2012 | 2013 | 2014 | 2015 | 2016 |
| Turnaj                  | 24   | 25   | 26   | 27   | 28   | 29   | 30   | 31   |
| Turnaj                  | -120 | -120 | -120 | -120 | -120 | -125 | -125 | -125 |
| ----------------------- | ---- | ---- | ---- | ---- | ---- | ---- | ---- | ---- |
| Olympijské hry          |      |      |      | 3.   |      |      |      | 5.   |
| Mistrovství světa       | 3.   | —    | 5.   |      | 3.   | 5.   | —    |      |
| Panamerické hry         |      |      | 1.   |      |      |      | —    |      |
| Panamerické mistrovství | —    | 1.   | —    | 1.   | —    | —    | —    | —    |